# Esthlogena obliquata
Esthlogena obliquata là một loài bọ cánh cứng trong họ Cerambycidae.